# Imma microsticta
Imma microsticta är en fjärilsart som beskrevs av George Francis Hampson 1897. Imma microsticta ingår i släktet Imma och familjen Immidae. Inga underarter finns listade i Catalogue of Life.